# Spisak tomova serije One Piece
Manga seriju One Piece je napisao i ilustrovao Eičiro Oda. Mangu u Japanu objavljuje izdavačka kuća Shueisha u svom časopisu Weekly Shōnen Jump, i kasnije sakuplja poglavlja u dosad 112 tankobon toma. U Srbiji, izdavačka kuća Darkwood prevodi naslov od 2013. godine, i trenutno je izdala 35 toma.

## Spisak tomova
| - 1. „Romantična zora - Početak avanture” (ROMANCE DAWN —冒険の夜明け— : ) - 2. „Lufi, dečak sa slamenim šeširom” (その男"麦わらのルフィ" : "") - 3. „Piratski lovac Zoro stupa na scenu” ("海賊狩りのゾロ"登場 "Kaizoku-gari no Zoro" Tōjō) - 4. „Kapetan mornarice sekiroruki Morgan” (海軍大佐"斧手のモーガン" : "") - 5. „Kralj pirata i veliki mačevalac” (海賊王と大剣豪 ) - 6. „Prvi član posade” (1人目 ) - 7. „Prijatelji” (友達 ) - 8. „Nami stupa na scenu” (ナミ登場 ) |

| - 9. „Đavolica” (魔性の女 ) - 10. „Incident u kafani” (酒場の一件 ) - 11. „Jurnjava” (敗走 ) - 12. „Pas” (犬 ) - 13. „Moje blago” (宝物 ) - 14. „Nesmotrenost” (無謀っ!! !!) - 15. „” - 16. „Protiv Bagijevih gusara” (VERSUS!! バギー海賊団 Versus!! Buggy Kaizokudan) - 17. „Razlika u nivou” (格 ) |

| - 18. „Pirat klovn Bagi” (海賊"道化のバギ" : "") - 19. „Đavolja voćka” (悪魔の実 ) - 20. „Lopovska filozofija” (泥棒道 ) - 21. „Gradić” (町 ) - 22. „I ti si čudnovato stvorenje” (あんたが珍獣 ) - 23. „Kapetan Usop stupa na scenu” (キャプテン・ウソップ登場 ) - 24. „Stvari o kojima se ne laže” (偽れぬもの ) - 25. „Osamsto laži” (ウソ800 800) - 26. „Plan kapetana Kuroa” (キャプテン・クロの一計 ) |

| - 27. „Glasnik” (筋 ) - 28. „Mlad mesec” (三日月 ) - 29. „Na uskoj uzbrdici” (坂道 ) - 30. „Odlično!” (!!!) - 31. „Istina” (真実 ) - 32. „Loša sreća” (大凶 ) - 33. „Tihi” (音無き男 ) - 34. „Batler Krahador” (執事クラハドール ) - 35. „I dalje na uskoj uzbrdici” (ネオ坂道 ) |

| - 36. „Jurnjava” (追え!! !!) - 37. „Kuro - Pirat sa sto planova” (海賊"百計のクロ" : "") - 38. „Piratska družina” (海賊団 ) - 39. „Za kim zvono zvoni” (誰が為に鐘は鳴る ) - 40. „Usopova piratska družina” (ウソップ海賊団 ) - 41. „Pravac more” (海へ ) - 42. „Josak i Džoni” (ヨサクとジョニー ) - 43. „Sanđi stupa na scenu” (サンジ登場 ) - 44. „Tri kuvara” (三人のコック ) |

| - 45. „Pred buru” (嵐前 ) - 46. „Nepozvan gost” (招かれざる客 ) - 47. „Don Krik, admiral piratske flote” (海賊艦隊提督"首領・クリーク" : "") - 48. „Odustanite od tog kursa” (その航路、やめときな , ) - 49. „Oluja” (嵐 ) - 50. „Svakom svoje” (己々が路 ) - 51. „Zoro Roronoa upada u more” (ロロノア・ゾロ海に散る ) - 52. „Zakletva” (誓い ) - 53. „Sabagašira broj 1” (サバガシラ1号 1-) |

| - 54. „Gospodin Biserko” (パールさん -) - 55. „” - 56. „Taj film nećeš gledati” (やなこった ) - 57. „Zbog snova” (夢在るがゆえ ) - 58. „Staro gunđalo” (クソジジイ ) - 59. „Dug” (恩 ) - 60. „Odluka” (ケジメ ) - 61. „Demon” (鬼 ) - 62. „5” |

| - 63. „Ne smem umreti” (死なねェよ ) - 64. „Veliko ratno koplje” (大戦槍 ) - 65. „Spremnost” (覚悟 ) - 66. „Kad pojedeš smrtonosno koplje” (噛み殺した槍 ) - 67. „Supa” () - 68. „Četvrti čovek” (4人目 ) - 69. „Aronov Park” (アーロンパーク ) - 70. „Usopova velika avantura” (男ウソップ大冒険 ) - 71. „Tvorac svih stvari” (万物の霊長 ) |

| - 72. „Svakom svoje” (分相応 ) - 73. „Čudovište iz Opasne Zone” ("偉大なる航路"から来た怪物 "" ) - 74. „Biznis” (仕事 ) - 75. „Pomorske mape i riboliki ljudi” (海図と魚人 ) - 76. „Dremka” (ねる ) - 77. „Korak ka ostvarenju sna” (夢の一歩 ) - 78. „BelmerTom-san” (ベルメールさん -) - 79. „Živeti” (生きる ) - 80. „Zločin je zločin” (罪は罪 ) - 81. „Suza” (涙 ) |

| - 82. „OK, Let's STAND UP!” - 83. „Lufi in Black” (ルフィ ) - 84. „Zombi” (ゾンビ ) - 85. „Tri mača protiv šest mačeva” (三刀流対六刀流 ) - 86. „Viteštvo protiv karatea ribolikih” (騎士道VS魚人空手 ) - 87. „Završetak (終わったんだ!! !!) - 88. „Smrt” (死んで!!! !!!) - 89. „Zamena” (交替 ) - 90. „Šta mogu?” (何ができる ) |

| - 91. „Pikado” () - 92. „Sreća” (幸せ ) - 93. „Sletanje” (下へまいります ) - 94. „Druga osoba” (2人目 ) - 95. „Ples vetrenjače” (まわれ風車 , ) - 96. „Najozloglašeniji na Istoku” (東一番の悪 ) - 97. „Mač Sandai Kitetsu” (三代鬼徹 ) - 98. „Tamni oblaci” (暗雲 ) - 99. „Lufi umire” (ルフィが死んだ ) |

| - 100. „Početak legende” (伝説は始まった ) - 101. „Izokrenuta Planina” (リヴァース・マウンテン ) - 102. „A sada: Opasna Zona” (さて、偉大なる航路 , ) - 103. „Kit” (クジラ ) - 104. „Poluostrvo obećanja” (約束の岬 ) - 105. „Logpouz” (記録指針 ) - 106. „Grad dobrodošlice” (歓迎の町 ) - 107. „Mesečina i grob” (月光と墓標 ) - 108. „Sto lovaca na ucene” (100人の賞金稼ぎ 100-nin no Shōkin Kasegi) |

| - 109. „Pitanje odgovornosti” (責任問題 ) - 110. „Veče još nije završeno” (夜は終わらない ) - 111. „Tajna kriminalna organizacija” (秘密犯罪会社 ) - 112. „Lufi protiv Zoroa” (ルフィVSゾロ ) - 113. „Sve je u redu” (大丈夫!!! !!!) - 114. „Kurs” (進路 ) - 115. „Avantura na Malom Vrtu” (冒険のリトルガーデン ) - 116. „Ogromno” (でっけェ ) - 117. „Dori i Brogi” (ドリーとブロギー ) |

| - 118. „Ko to ide?” (誰かいる ) - 119. „Izbegavanje” (姑息 ) - 120. „Crveni div plače” (赤鬼が泣いた ) - 121. „Shvatam” (わかっていた ) - 122. „Beskorisni mrtvac” (死人は役に立たぬ ) - 123. „Lufi Mister 3” (ルフィ VSMr. 3 3) - 124. „Čaj je preukusan” (お茶がうめェ ) - 125. „Šampion sveća” (キャンドルチャンピオン ) - 126. „Nagon” (本能 ) |

| - 127. „Mumlafon” (電伝虫 ) - 128. „Zastava ponosa” (海賊簱 ) - 129. „Pravo napred!” (まっすぐ!!! !!!) - 130. „Maksimalna brzina” (最高速度 ) - 131. „Parni Limenko” (ブリキのワポル ) - 132. „Zar ne?” (ね ) - 133. „Avantura u bezimenoj zemlji” (名もなき国の冒険 ) - 134. „Doktorka Kureha” (Dr. くれは ) - 135. „Zec” (ラパーン ) - 136. „Čovek zvani Dalton” (ドルトンという男 ) |

| - 137. „Lavina” (雪崩 ) - 138. „Vrh planine” (頂上 ) - 139. „Irvin Irvin Secko stupa na scenu” (トニートニー・チョッパー登場 ) - 140. „Snežni dvorac” (雪の住む城 ) - 141. „Nadrilekar” (ヤブ医者 ) - 142. „Lobanja i trešnjin cvet” (ドクロと桜 ) - 143. „Žutokljunac” (不器用 ) - 144. „Snežna bajka” (雪物語 ) - 145. „Njegovim tragom” (受け継がれる意志 ) |

| - 146. „Borba za odbranu zemlje” (国防戦 ) - 147. „Lažov” (ウソッパチ ) - 148. „Zastava se i dalje vijori” (折れない ) - 149. „Urnebes” (!!) - 150. „Sedmoglavi top, krunsko oružje Bubanj Otoka” (ロイヤルドラムクラウン7連散弾ブリキング大砲 ) - 151. „Nebo nad bubnjem” (ドラムの空 ) - 152. „Pun mesec” (満月 ) - 153. „Hirurgove trešnje u cvatu” (ヒルルクの桜 ) - 154. „Ka Arabasti” (アラバスタへ ) - 155. „Pirat zvani Ser Krokodil” ("海賊"サー・クロコダイル "Kaizoku": Sir Crocodile) |

| - 156. „Mestemično vedroblačno uz gospondame” (オカマ日和 ) - 157. „As stupa na scenu” (エース登場 ) - 158. „Iskrcavanje na Arabastu” (上陸のアラバスタ ) - 159. „Vidimo se na vrhu” (来いよ ) - 160. „U kafeu „Spajder” u 8 sati” (スパイダーズカフェに8時 8-) - 161. „Elmar, zeleni grad” (緑の町エルマル : ) - 162. „Avantura u pustinjskoj zemlji” (砂の国の冒険 ) - 163. „Juba, grad pobunjenika” (反乱軍の町ユバ -: ) - 164. „Volim svoju zemlju” (国が好き ) - 165. „Operacija „Utopija”” (作戦名ユートピア ) - 166. „Lufi Bibi” (ルフィ ビビ ) |

| - 167. „Bojno polje” (戦線 ) - 168. „Rejnbejs, grad snova” (夢の町"レインベース" : "") - 169. „Najjači ratnik u kraljevstvu” (王国最強の戦士 ) - 170. „Početak” (始まる ) - 171. „Koza, vođa pobunjenika” (反乱軍統率者コーザ -: ) - 172. „Pobuna” (反乱 ) - 173. „Bananagator” (バナナワニ ) - 174. „Mister princ” (Mr.プリンス ) - 175. „Oslobođenje” (解放 ) - 176. „Jurnjava” (!!) |

| - 177. „81 milion protiv 30 miliona” (3000万vs8100万 ) - 178. „Nivo Opasna Zona” (.・ ) - 179. „Obračun u Albani” (決戦はアルバーナ ) - 180. „Arabasta, zemlja životinja” (アラバスタ動物ランド : ) - 181. „Superbrzi pačji kviz” (超カルガモクイズ ) - 182. „Urlik” (怒号 ) - 183. „Kapetan Karu” (カルー隊長 ) - 184. „Krtičje brdo, 4. ulica” (モグラ塚4番街 Mogurazuka: 4-bangai) - 185. „Aha... Znači tako” (へーそう , ) - 186. „4” |

| - 187. „Pat-pozicija” (互角 ) - 188. „Borbeni stil labuda” (オカマ拳法 ) - 189. „2” - 190. „Klimatska palica” (天候棒 ) - 191. „Žena koja kontroliše klimu” (天候を操る女 ) - 192. „Tornado-alarm” (旋風注意報 ) - 193. „Utopija” (理想郷 ) - 194. „Preseći čelik” (鉄を斬る ) - 195. „Mister bušido” (Mr.武士道 ) |

| - 196. „1” - 197. „Vođe” (統率者達 ) - 198. „4.15 po podne” (午後四時十五分 ) - 199. „Nada” (!!) - 200. „Vodeni Lufi” (水ルフィ ) - 201. „Niko Robin” (ニコ・ロビン ) - 202. „Kraljevska grobnica” (王家の墓 ) - 203. „Nalik krokodilu” (ワニっぽい ) - 204. „Crveno” () - 205. „Tajna baza peskadrona” (砂砂団秘密基地 ) |

| - 206. „Paljba” (点火 ) - 207. „Noćna mora” (悪夢 ) - 208. „Anđeo čuvar” (守護神 ) - 209. „Nadmašiću te” (越えて行く ) - 210. „0” - 211. „Kralj” (王 ) - 212. „Nešto pravde” (いくつかの正義 ) - 213. „” - 214. „Plan bekstva iz kraljevstva peska” (砂の国脱出作戦 ) - 215. „Poslednji valcer” () - 216. „Bibina avantura” (ビビの冒険 ) |

| - 217. „Slepi putnik” (密航者 ) - 218. „Zašto je logpouz okrugao” ("記録指針"が丸い理由 "" ) - 219. „Masira, kralj spasa” (サルベージ王マシラ : ) - 220. „Šetnja po okeanskom dnu” (海底散歩 ) - 221. „Čudovišta” (怪物 ) - 222. „Veliki novajlija” (大型ルーキー ) - 223. „Zaklinjem se da se u ovom gradu nikada neću tući” (ワタクシはこの町では決してケンカしないと誓います ) - 224. „Ne sanjaj” (夢を見るな ) - 225. „Ljudski snovi” (人の夢 ) - 226. „Šođo, sonarni kralj” (海底探索王ショウジョウ : ) |

| - 227. „Lažljivi Noland” (うそつきノーランド ) - 228. „Kriket Monblan, poslednji šef savezničkih snaga Sarujame” (「猿山連合軍最終園長」モンブラン・クリケット 「Saruyama Rengō-gun Last Boss」 Montblanc Cricket) - 229. „Hajde da jedemo!” (メシを食おう ) - 230. „Juri za južnom pticom!” (サウスバードを追え!! !!) - 231. „Hijena Belami” (ハイエナのベラミー ) - 232. „Čovek od sto miliona” (一億の男 ) - 233. „Najveća moć na svetu” (世界最高権力 ) - 234. „Nadam se da ćete nas upamtiti” (ご記憶下さいます様に ) - 235. „Nebeska struja” (突き上げる海流 ) - 236. „Brod ide na nebo” (船は空をゆく ) |

| - 237. „Ka nebesima” (上空にて ) - 238. „Rajska Kapija” (天国の門 ) - 239. „Anđeoska Plaža” (エンジェルビーチ ) - 240. „Dijalska energija” (ダイアル・エネルギー ) - 241. „Božja presuda” (天の裁き ) - 242. „Zločinci drugog reda” (第2級犯罪者 ) - 243. „Iskušenje” (試練 ) - 244. „” - 245. „Avantura na božjem ostrvu” (神の島の冒険 ) - 246. „Satori, sveštenik iz šume iluzija” (迷いの森の神官サトリ : ) |

| - 247. „Iskušenje lopte” (玉の試練 ) - 248. „Nekadašnji bog protiv sveštenika” (元神様vs神官 ) - 249. „Selo sakriveno u oblacima” (雲隠れの村 ) - 250. „Zmaj od lopti” (玉ドラゴン ) - 251. „Uvertira” (序曲 ) - 252. „Raskrsnica” () - 253. „Velika zemlja” (ヴァース ) - 254. „Jutarnja pesma” (夜明曲 ) - 255. „Anakonda i istraživački tim” (うわばみと探索組 ) |

| - 256. „"Ratni demon" Vajper” (「戦鬼」ワイパー 「」) - 257. „Dijalska bitka” (貝バトル ) - 258. „Razni jugovi” (いろんな南 ) - 259. „Pirat Zoro protiv ratnika Brahama” (海賊ゾロvs戦士ブラハム ) - 260. „Pirat Lufi protiv "ratnog demona" Vajpera” (海賊ルフィvs戦鬼ワイパー ) - 261. „Ratnik Genbo protiv zapovednika božjih ratnika Planine” (戦士ゲンボウvs神兵長ヤマ ) - 262. „Pirat Secko protiv sveštenika Gedacua” (海賊チョッパーvs神官ゲダツ ) - 263. „Piratica Nami i čudni vitez protiv zamenika zapovednika božjih ratnika Hotorija i Kotorija” (海賊ナミと変な騎士vs副神兵長ホトリとコトリ ) - 264. „Ratnik Bogomoljka protiv boga Enela” (戦士カマキリvs神・エネル ) |

| - 265. „Piratkinja Robin protiv Planine, zapovednika božjih ratnika” (海賊ロビンvs神兵長ヤマ ) - 266. „Pirat Secko protiv sveštenika Omua” (海賊チョッパーvs神官オーム ) - 267. „Marš” (行進曲 ) - 268. „Svita” (組曲 ) - 269. „Koncert” (協奏曲 ) - 270. „Serenada” (小夜曲 ) - 271. „Pirat Zoro protiv sveštenika Omua” (海賊ゾロvs神官オーム ) - 272. „Plej” (戯曲 ) - 273. „Kvintet” (五重奏 ) - 274. „Oratorijum” (聖譚曲 ) - 275. „Božanstvena komedija” (神曲 ) |

| - 276. „Ritam Šandije” () - 277. „Maksim” (箴言 ) - 278. „Konis” (コニス ) - 279. „Pirat Lufi protiv boga Enela” (海賊ルフィvs神・エネル ) - 280. „Isplivavanje” (浮上 ) - 281. „Despija” (デスピア ) - 282. „Želja” (望み ) - 283. „Ljubavna linija odbrane” (恋の救出前線 ) - 284. „Hvala” (悪ィな ) - 285. „Kapricio” (狂想曲 ) |

| - 286. „Demon Šandije” (シャンドラの魔物 ) - 287. „Bogoubistvo” (神殺し ) - 288. „Kletva” (祟り ) - 289. „Pun mesec” (望月 ) - 290. „Plamen Šandije” (シャンドラの灯 ) - 291. „Ovde sam” (ここにいる ) - 292. „Polumesec skriven u oblacima” (あふことは片われ月の雲隠れ ) - 293. „Bolero” (舞曲 ) - 294. „Susret s gromom” (雷迎 ) - 295. „Džinovski pasulj” (巨大豆蔓 ) |

| - 296. „Situacija na velikoj visini” (最空局面 ) - 297. „Slavopojka zemlje” (大地讃称 ) - 298. „Ljubavna pesma” (島の歌声 ) - 299. „Fantazija” (幻想曲 ) - 300. „Simfonija” (交響曲 ) - 301. „Bio sam ovde” (我ここに至る , ) - 302. „Finale” (最終楽章 ) - 303. „Bogata piratska družina” (金持ち海賊団 ) - 304. „Duga ostrvska avantura” (長い島の冒険 ) - 305. „Foksi, srebrna lisica” (銀ギツネのフォクシー ) |

| - 306. „Trka krofni” (ドーナツレース!! !!) - 307. „Priprema, pozor, krofna!” (レディ~イ ドーナツ!! Ready: Donuts!!) - 308. „Plan velikog ometanja” (妨害大作戦 ) - 309. „Grogi čudovišta” (グロッキーモンスターズ ) - 310. „Grogi ring” (グロッキーリング!! !!) - 311. „Gruba igra” (ラフゲーム ) - 312. „Gol!” (!!) - 313. „Glavni događaj” () - 314. „Borba!” (コンバット!!! !!!) - 315. „Tajna soba” (秘密の部屋 ) - 316. „Bratska duša” (ブラザー魂 ) |

| - 317. „Nokaut” (.) - 318. „Završetak” (閉会 ) - 319. „Admiral Aokiđi iz štaba marinaca” (海軍本部「大将」青キジ 「」 ) - 320. „Najveća vojna snaga” (最高戦力 ) - 321. „Jedan na jedan” (一騎打ち ) - 322. „Parni Tom” (パッフィング・トム ) - 323. „Prestonica vode, Vodena Sedmica” (「水の都」ウォーターセブン 「」 ) - 324. „Avantura u prestonici vode” (水上都市の冒険 ) - 325. „Porodica Franki” (フランキー一家 ) - 326. „Gospodin Santa” (アイスバーグさん -) - 327. „Ostrvo brodogradilišta, Dok br. 1” (造船島造船工場1番ドック 1-) |

| - 328. „Otmica pirata” (海賊誘拐事件 ) - 329. „Ja sam Franki” (おれの名は「フランキー」 「」) - 330. „Odluka” (決めた ) - 331. „Velika svađa” (大喧嘩 ) - 332. „Lufi protiv Usopa” (ルフィvsウソップ ) - 333. „Kapetan” (船長 ) - 334. „Velika nevolja u tajnoj sobi” (密室の大事件 ) - 335. „Upozorenje” () - 336. „Lufi protiv Frankija” (ルフィvsフランキー ) |